# Maxillaria osmantha
Maxillaria osmantha är en orkidéart som beskrevs av H.Barbosa. Maxillaria osmantha ingår i släktet Maxillaria och familjen orkidéer. Inga underarter finns listade i Catalogue of Life.